# Gnarls Barkley
Gnarls Barkley é um grupo musical dos Estados Unidos, formado pelo DJ e produtor Danger Mouse e o cantor e rapper Cee Lo Green.
A dupla alcançou o sucesso logo no seu primeiro single, Crazy, do seu primeiro álbum, St. Elsewhere, que virou um hit mundial, quebrando diversos recordes em paradas musicais em inúmeros países e sendo indicados a premiações conceituadas ao redor no mundo, tendo vencido de mais importante o Grammy de melhor música alternativa do ano em 2007.

## Carreira

### Começo
A dupla se conheceu em 1998, num festival de shows na Universidade da Geórgia, quando Cee Lo já dispunha de grande popularidade local como membro do Goodie Mob e Mouse abriu o show da banda do futuro amigo. Os dois apenas se encontraram de novo em 2003, quando Mouse pediu a Cee Lo que ouvisse algumas músicas em que estava trabalhando. Cee ficou embasbacado com as canções e logo resolveram trabalhar juntos.
| “ | Danger perguntou se podia tocar algumas músicas nas quais ele estava trabalhando. Eu fiquei chocado, para dizer no mínimo. Era o som da minha alma. Eu disse "Eu gostaria muito de utilizar o seu trabalho", mas ele respondeu "Eu não faço apenas músicas, eu faço álbuns", então eu disse "Vamos gravar um disco". | ” |

### Nome da banda
O nome da banda, Gnarls Barkley, é muitas vezes associado ao jogador de basquetebol da NBA Charles Barkley, mas na edição de 18 de Junho de 2006 da revista do The New York Times, Danger Mouse explicou que o nome veio de amigos, juntando nomes de celebridades ficcionais como Prince Gnarls (Príncipe Charles) e Bob Gnarley (Bob Marley). Quando alguém surgiu com a ideia de Gnarls Barkley, Danger Mouse anotou o nome de imediato e assim ficou.

### St. Elsewhere
Naquela altura, ambos já estavam em carreira solo, tendo Cee Lo deixado a Goodie Mob no começo dos anos 2000 e Danger conseguido certa popularidade em 2004, com seu disco The Grey Album. Trabalharam no que seria o St. Elsewhere de 2003 a 2006, esperando apenas um projeto pequeno, sem nenhuma expectativa de sucesso. O que aconteceu foi um estouro mundial da canção Crazy, que se tornou hit e permaneceu no topo das paradas de sucessos de diversos países por bastante tempo, sendo nomeado ainda a inúmeros premiações e quebrando recordes de vendas na internet.
Ganharam muita popularidade também, em certa parte, devido à sua propensão em aparecerem com roupas e fantasias peculiares em aparições públicas ou em sessões fotográficas. A mais notável aparição, provavelmente, foi a apresentação no MTV Movie Awards de 2006, vestidos como personagens de Star Wars.
Crazy foi o primeiro single de sempre a ficar na primeira posição do Top de Singles do Reino Unido, baseado somente em downloads digitais, logo que foi lançado online, dado que foi lançado em lojas de música digital online uma semana antes de ser lançado como CD Single. Representou também o primeiro single a permanecer nove semanas consecutivas no Top de Singles do Reino Unido desde 1994 e o que esteve mais tempo em número um no Top Oficial de Downloads do Reino Unido, permanecendo nessa posição durante onze semanas consecutivas.

### The Odd Couple
O segundo disco, The Odd Couple, saiu em 2008 com expectativas enormes sobre qual seria a nova "Crazy" do Gnarls, mas o que se viu foi um disco mais amadurecido e sem nenhum hit com o mesmo sucesso da música que os popularizou. Segundo diversas entrevistas, isso não os preocupou.
| “ | Nós fazemos música para pessoas que gostam de música, não para pessoas que ficam nos esperando compôr apenas uma boa canção. | ” |

## Discografia

### Álbuns
| Álbum          | Detalhes do Álbum                                                                                           | Melhores posições | Melhores posições | Melhores posições | Melhores posições | Melhores posições | Melhores posições | Melhores posições | Melhores posições | Melhores posições | Vendas        | Certificações |
| Álbum          | Detalhes do Álbum                                                                                           | US                | AUS               | CAN               | ALE               | IRE               | HOL               | SUE               | SUI               | RU                | Vendas        | Certificações |
| -------------- | --- | ----------------- | ----------------- | ----------------- | ----------------- | ----------------- | ----------------- | ----------------- | ----------------- | ----------------- | ------------- | --- |
| St. Elsewhere  | - Lançamento: 09 de maio de 2006 - Formato(s): CD, LP, digital download - Gravadora(s): Downtown, Atlantic  | 4                 | 6                 | 8                 | 6                 | 4                 | 7                 | 9                 | 2                 | 1                 | - : 1.345.000 | - RIAA: Platina - ARIA: Platina - BPI: 2× Platina - BVMI: Ouro - IRMA: Platina - MC: Platina - RMNZ: Ouro - IFPI SUI: Platina |
| The Odd Couple | - Lançamento: 18 de março de 2008 - Formato(s): CD, LP, digital download - Gravadora(s): Downtown, Atlantic | 12                | 20                | 21                | 58                | 31                | 60                | 59                | 16                | 19                | - : 250.000   | |

### Singles
| Ano  | Single                         | Paradas musicais | Paradas musicais | Paradas musicais | Paradas musicais | Paradas musicais | Paradas musicais | Paradas musicais | Paradas musicais | Paradas musicais | Certificação                                                                                    | Álbum          |
| Ano  | Single                         | EUA              | AUS              | ALE              | IRL              | HOL              | NZ               | SUE              | SUI              | UK               | Certificação                                                                                    | Álbum          |
| ---- | ------------------------------ | ---------------- | ---------------- | ---------------- | ---------------- | ---------------- | ---------------- | ---------------- | ---------------- | ---------------- | ----------------------------------------------------------------------------------------------- | -------------- |
| 2006 | "Crazy"                        | 2                | 2                | 3                | 1                | 3                | 1                | 4                | 1                | 1                | - RIAA: 4× Platina - ARIA: Ouro - BPI: 2× Platina - BVMI: Platina - RMNZ: Ouro - IFPI SUI: Ouro | St. Elsewhere  |
| 2006 | "Smiley Faces"                 | —                | 38               | 32               | 9                | 47               | —                | 57               | 37               | 10               |                                                                                                 | St. Elsewhere  |
| 2006 | "Who Cares?"                   | —                | —                | —                | —                | —                | —                | —                | —                | 60               |                                                                                                 | St. Elsewhere  |
| 2006 | "Gone Daddy Gone"              | —                | 90               | 84               | —                | —                | —                | —                | —                | 60               |                                                                                                 | St. Elsewhere  |
| 2008 | "Run (I'm a Natural Disaster)" | 114              | —                | 72               | —                | —                | —                | —                | 65               | 32               |                                                                                                 | The Odd Couple |
| 2008 | "Going On"                     | 88               | 79               | —                | —                | —                | —                | —                | —                | 143              |                                                                                                 | The Odd Couple |
| 2008 | "Who's Gonna Save My Soul"     | —                | —                | —                | —                | —                | —                | —                | —                | —                |                                                                                                 | The Odd Couple |